# Ringsberger Au

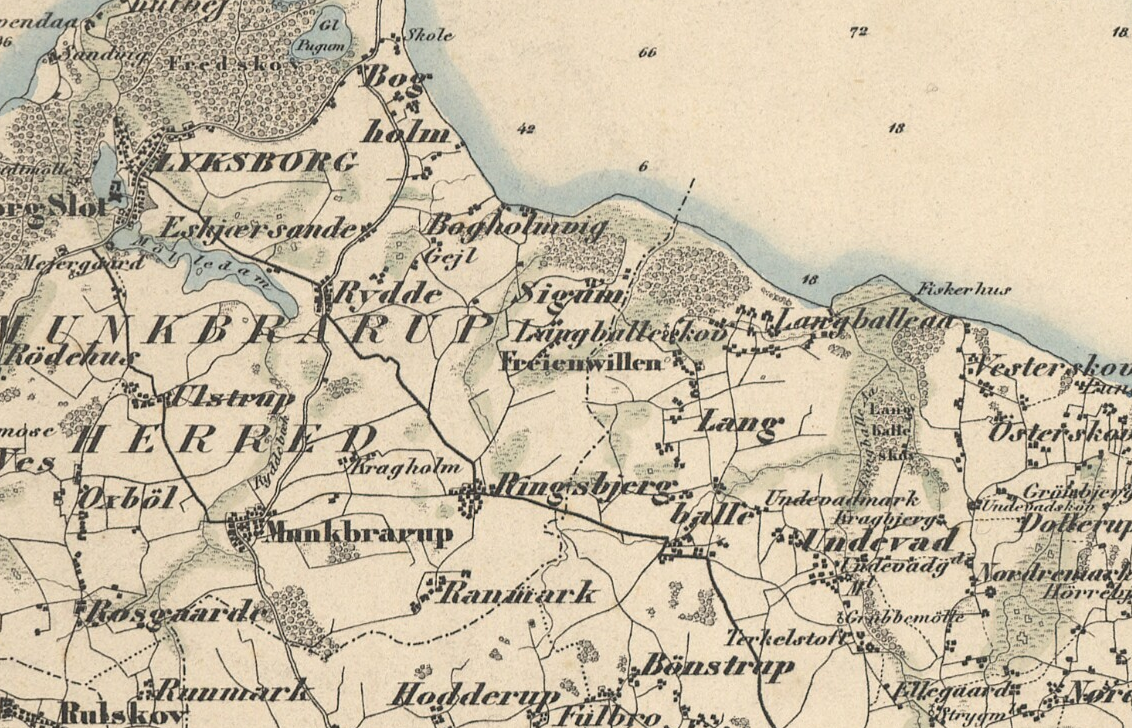
Bild 1ː Ringsberger Au um das Jahr 1858

Die Ringsberger Au (auch Ringsbergerau) ist ein Fließgewässer im Kreis Schleswig-Flensburg in der Landschaft Angeln in Schleswig-Holstein. Sie beginnt als verrohrtes Fließgewässer 70 Meter südlich der Bundesstraße B 199 (Nordstraße) an der Ranmarker Straße in der Gemeinde Ringsberg. Nach der Unterquerung der B 199 nach Norden verläuft die Rohrleitung durch die Ortsmitte von Ringsberg und wendet sich dann nach Nordwesten. Auf ihren weiteren Weg münden noch vier weitere Rohrleitungen in das Rohrsystem der Ringsberger Au. Nach insgesamt 3 Kilometer von der Quelle entfernt kommt der Bach nach der Unterquerung der Straße Geil im Ortsteil Sigum der Gemeinde Munkbrarup an die Oberfläche und betritt nach weiteren 30 Meter das Naturschutzgebiet „Höftland Bockholmwik und angrenzende Steilküsten“. Hier verläuft die Ringsberger Au auf einer Länge von 720 Meter durch extensiv genutztes Grünland. Danach durchfließt sie den Küstenwald von Bockholmwik in einem durch Erosion tief eingeschnittenem Tal. Der Wald und die Ringsberger Au liegen von hier ab im europäischen NATURA 2000-Schutzgebiet „FFH-Gebiet Küstenbereiche der Flensburger Förde von Flensburg bis Geltinger Birk“. Sie verlässt den Wald nach Erreichen des Küstenwegs, unterquert ihn und fließt durch den Strandwall in die Flensburger Förde und damit in die Ostsee, siehe auch Karte 1. Auf der dänischen Generalstabskarte vom Jahre 1858 ist die Ringsberger Au noch auf ganzer Länge als offenes frei fließendes Gewässer eingetragen, siehe Bild 1.

## Ökologie
Das Wassereinzugsgebiet der Ringsberger Au hat die Gebietskennzahl 961199946 und eine Fläche von 6,8 Quadratkilometer. Damit unterschreitet es die Mindestgröße von 10 Quadratkilometer für die Berichtspflicht über den ökologischen und chemischen Zustand eines Wasserkörpers an die Europäische Union zur Einhaltung der europäischen Wasserrahmenrichtlinie (WRRL). Es ist zu erwarten, dass der ökologische und chemische Zustand ähnlich dem des benachbarten Wasserkörpers der Langballigau entspricht. Deren ökologisches Potenzial wird als „mäßig“ und ihr chemischer Zustand als „nicht gut“ eingestuft. Letzterer wird damit begründet, dass die Grenzwerte der Umweltqualitätsnormen (UQN) bezüglich Nitrate, Bromierter Diphenylether (BDE), Quecksilber, Quecksilberverbindung überschritten werden.